# Incidenti
Pour plus de détails, voir Fiche technique et Distribution.
Incidenti est un film dramatique italien à sketches réalisé par Miloje Popovic, Ramón Alòs Sanchez, Toni Trupia (it), sorti en 2005.

## Fiche technique
- Titre original italien : Incidenti[1]
- Réalisateur : Miloje Popovic, Ramón Alòs Sanchez, Toni Trupia (it)
- Scénario : Toni Trupia, Leonardo Marini
- Photographie : Valerio Azzali
- Montage : Chiara Russo
- Musique : Roberto Borani
- Décors : Elena Gangeni
- Société de production : Centro sperimentale di cinematografia, Rai Cinema
- Pays de production :  Italie
- Langue originale : italien
- Format : couleurs
- Durée : 72 minutes
- Genre : film dramatique à sketches
- Dates de sortie :
  - Italie : 25 mars 2005

## Distribution
- Lando Buzzanca : présentateur
- Renato Scarpa : fantôme
- Leo Gullotta : journaliste
- Ernesto Mahieux : président
- Toni Servillo : narrateur